# Anton Giulio Brignole Sale
Pour les autres membres de la famille, voir Famille Brignole.
Pour les articles homonymes, voir Brignole.
Anton Giulio Brignole Sale, né à Gênes le 23 juin 1605 où il est mort le 30 mars 1662, est un patricien et homme politique génois du début du XVIIe siècle, fils du doge Gian Francesco I Brignole et de Geronima Sale.

## Biographie
Anton Giulio étant le fils de Geronima Sale, l'unique héritière de la famille Sale, et fille de Giulio Sale, il s'adjoint ce nom et la fortune des Sale, et de Gian Francesco I Brignole Sale, doge de Gênes de 1635 à 1637.
Il est connu pour être l’auteur de textes satiriques et de pièces de théâtre mais aussi de romans, de biographies, d’écrits à caractère religieux et hagiographiques.
Il fut sénateur de la république de Gênes, cela pour seulement six mois, et ambassadeur en Espagne durant les années 1640. En 1647, il devient veuf à la suite du décès prématuré de son épouse Paola Adorno Brignole Sale et il décide alors d’abandonner la vie publique pour entrer dans la Compagnie de Jésus.
Il est considéré par sa culture et son prestige comme un personnage majeur du « siglo de oro de los Genoveses », il « secolo d'oro dei Genovesi », « le siècle des Génois ». Prédicateur dotto ed eloquente et maestro sapiente nelle scuole dell'Ordine des Jésuites, ainsi le définit la chronique de Federico Donaver (it) dans Le vie di Genova. Sa ville natale a baptisé une école à son nom à Albaro.
Comme lettré, Brignole Sale était un digne acteur du baroque génois. Au temps de la plus grande splendeur de la république de Gênes, Van Dyck a peint son portrait, devenu célèbre et conservé dans la splendide galerie du Palazzo Rosso. On le voit représenté avec l'habit noir dit alla spagnola, sur un cheval blanc, devant une colonne drapée de rouge écarlate et avec comme fond, une magnifique villa aristocratique ouvrant sur la mer.

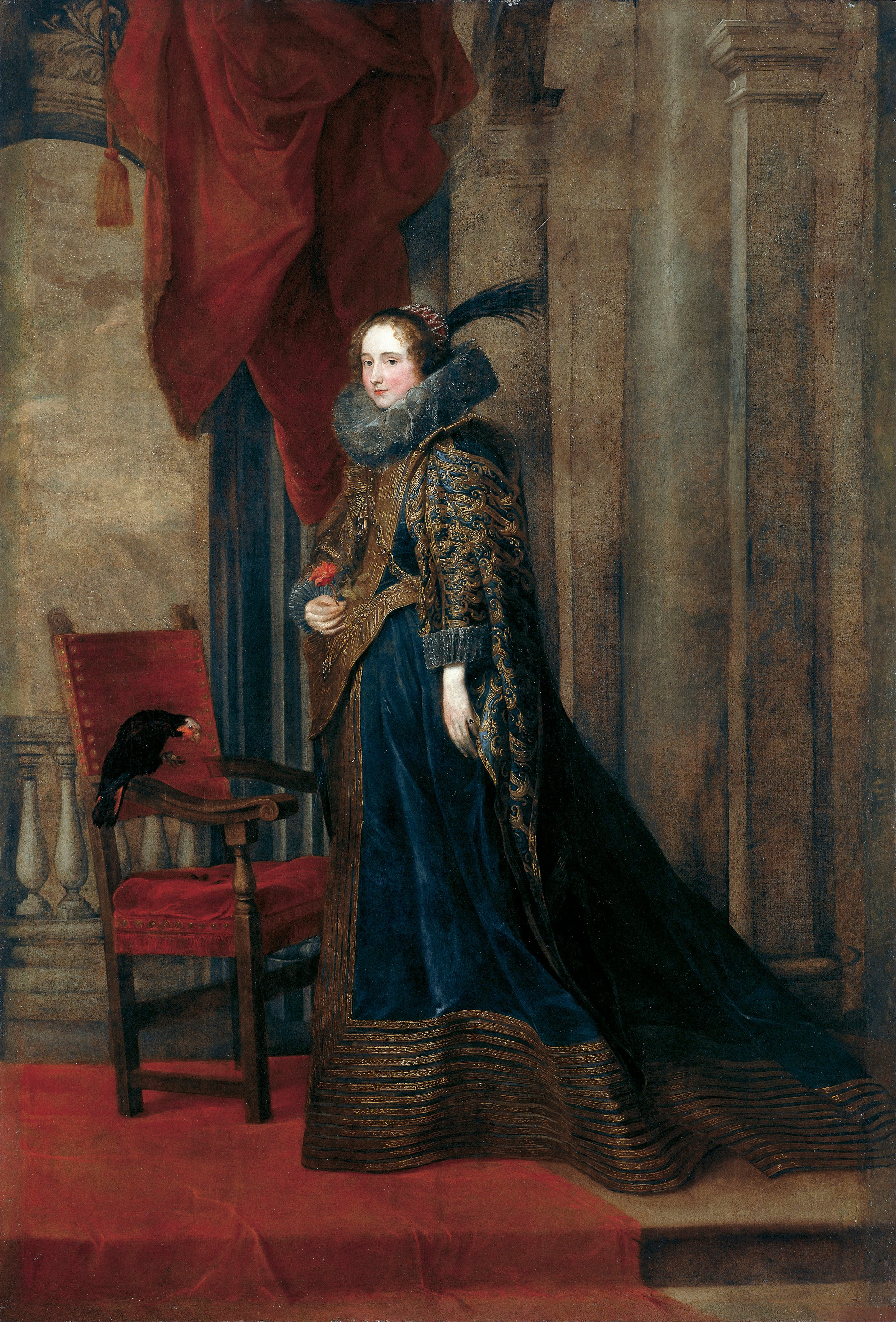
Portrait de Paolina Adorno-Brignole-Sale
Pendant du portrait équestre de son époux
par Antoine van Dyck, 1627
Musei di Strada Nuova, Palazzo Rosso

Il considérait comme une évidence le projet qui souhaitait faire des jeunes patriciens, le nouveau centre du pouvoir. Son geste le plus éclatant, en ce sens, fut l'abandon en 1649 de la toge sénatoriale, et son engagement parmi les missionnaires urbains du cardinal Stefano Durazzo, puis en 1652 avec l'adhésion à la Compagnie de Jésus. Il était en son temps l'un des premiers sénateurs de la république et son retrait de la vie publique fut ressenti comme un événement politique de première importance.
Les Jésuites conservent trois lettres de Brignole Sale datées de 1645 et de 1649, témoignant de la maturation de l'idée pendant cette période.
On raconte[Qui ?] aussi que la décision de Brignole Sale d'entrer sous les ordres  naquit dans son esprit lors d'un tumultueux périple maritime entre l'Espagne et Gênes. En effet, sa galère fut prise en chasse et attaquée par des navires barbaresques au large de l'Algérie. Cet épisode est rapporté dans L'eroina intrepida, biographie de Aurelia Spinola, publiée en 1670, après la mort de Brignole Sale, par Francesco Fulvio Frugoni.
Il appartient à la famille Brignole.
Sous son portrait par Van Dyck, il était écrit :

« Sal erit insulsum, salibus nisi condiat illud
Hic Ligur, ex ipso qui Sale nomen habet. »

## Œuvres
Brignole Sale fut l'auteur de nombreux textes religieux, d'une biographie romancée de Saint Alexis (qu'il définit lui-même de libricciuolo mais qui fut deux fois traduite en français et de régulièrement rééditée) et encore de comédies écrites dans plusieurs langues - dont sa langue génoise - dans lesquelles, suivant l'usage du temps, il donnait libre cours à sa verve satirique et polémique.
En particulier dans Li comici schiavi (Les comédiens asservis), il crée le personnage du Caporal Berodo, sorte de soldat bouffon dont les vantardises sont l'objet de moqueries :

« Sono un mercante di ferite, sono un ricamatore di grugni, sono quello che dà lavoro all'ospedale, che fa vendere i barili d'olio del napoletano, che carda meglio la barba ai bravacci con queste cinque unghie di quanto non vi riesca un altro con un pettine nuovo, sono la consolazione dei venditori di tessuti; per dirvene una che ne vale cento, sono il caporale Sanguinaccio »

— A. G. Brignole Sale, da Li comici schiavi, 1666, Son un mercante de frixi, son un recamao de morri, son quello chi dà l'avviamento all'hospià, chi fà despachià re barrì da œurio dro Napolitan, chi scarlassa miegio ra barba à ri mangia ferro con queste sinque ongie che no fà unn'atro con un petene nœuo, son ro conzoro de tutti ri patè, ma per divene unna chi ne và sento: son ro Capoà Berrodo! 
Parmi ces autres œuvres figurent :
- Le instabilità dell'ingegno divise in otto giornate (1635)
- Maria Maddalena peccatrice e convertita (1636)
- Santissimo Rosario meditato (1636)
- Carnevale (1639)
- L'Istoria spagnola (1640-1642)
- Tacito abburatato. Discorsi politici e morali (1643)
- La vita di Sant'Alessio descritta ed arricchita con divoti episodi (1648)

Publications posthumes
- Il geloso non geloso (1663)
- Li comici schiavi (1666)
- Gli due anelli (poi I due anelli simili, 1669)
- Il fazzoletto (1683)

Ses manuscrits ainsi que sa bibliothèque ont été acquis récemment par la bibliothèque municipale Berio à Gênes.